# Tidyverse
tidyverse是由哈德利·威克漢姆（Hadley Wickham）和他的团队引入的R编程语言的开源包集合，它们“共享一个基本的设计理念、语法和数据结构”，用于整洁数据（tidy data）。tidyverse包的特点包括广泛使用非标准评估和鼓励渠道。
截至2018年11月，tidyverse包及其一些单独的包构成了下载次数最多的10个R包中的5个.。tidyverse是多本书和论文的主题。2019年，该生态系统已发表在《Journal of Open Source Software》上。
tidyverse的批评者认为，它推广的工具比它们的base-R更难教和学，并且与其他编程语言太不同。另一方面，有些人认为tidyverse是一种将完整的初学者引入编程的非常有效的方法.，因为它在教学上允许学生快速开始执行强大的数据处理任务。